# Бои при Альбаррасине
Бои при Альбаррасине (исп. Batalla de Albarracín) — военный эпизод, произошедший во время гражданской войны в Испании в июле 1937 года. Перед битвой при Брунете республиканская армия решает провести ряд отвлекающих действий, чтобы воспрепятствовать прибытию войск националистов в окрестности Мадрида. Одним из них было наступление на город Альбаррасин.

## Планы и силы сторон
Для атаки была назначена 42-я дивизия из XIII армейского корпуса, со штабом в населенном пункте Каньете. Цель состояла в том, чтобы покорить Сьерра-де-Альбаррасин и в случае успеха продолжить продвижение к верхней Хилоке и городу Теруэль.

## Наступление республиканцев
Быстро развернувшись на высотах, окружающих Альбаррасин, силы 42-й республиканской дивизии заняли позиции для атаки на город, в котором был слабый гарнизон, а республиканцы занимали командную позицию.
5 июля 61-я бригада прорвала позиции врага, а 7-го вечером вошла в город, который был захвачен быстро и почти полностью, за исключением двух очагов сопротивления в казармах Гражданской гвардии и в соборе.
С другой стороны, большая часть 59-й бригады была направлена на Хеа-де-Альбаррасин для усиления позиций, в то время как 61-я бригада направилась к Монтерде, который она взяла под свой контроль. Отступившие франкисты заняли позиции в верхней части Альбаррасина, и их авиация стала обстреливать наступающих республиканцев, прекративших наступление и занявших оборону.
Города Селья, Вильяркемадо и Санта-Эулалия-дель-Кампо приобрели в те дни дополнительную ценность, поскольку они были воротами в Сьерра-де-Альбаррасин. На следующий день многочисленные подкрепления националистов были сосредоточены в Селье, чтобы справиться с республиканским продвижением. Железнодорожный путь позволял легко перемещать войска между Сарагосой, Калатаюдом и Теруэлем.

## Контрнаступление националистов
9 июля националистические войска были реорганизованы в три колонны под командованием генерала Мигеля Понте, и было решено нанести ответный удар и вернуть утраченные позиции. Первая колонна, состоявшая из штурмовых гвардейцев, отправилась из Санта-Эулалии-дель-Кампо, продвигаясь к Позондону и Монтерде-де-Альбаррасин. Центральная колонна шла прямо из Сельи на Альбаррасин с целью прорвать осаду. Третья колонна продвигается на юге, отвоевывая массив Кебрадас и оттуда атакуя Аррабаль-де-Альбаррасин. Всего восемь батальонов с пятью батареями во главе с полковником Пералесом.
11 июля республиканские войска получили приказ сохранить свои позиции в Альбаррасине любой ценой и подавить сопротивление франкистов, остававшихся без еды и воды с 7-го числа в некоторых зданиях города
В течение нескольких дней бои следовали друг за другом в многочисленных точках Сьерра-де-Альбаррасин. 14 июля войска Понте прорвали позиции республиканцев и отбили Альбаррасин. К 16 июля националисты вернули все позиции, которые они потеряли в начале наступления.

## Результаты
Бои не повлияли ни на Арагонский фронт, ни на сражение при Брунете, хотя националисты продвинулись на несколько километров и к 11 августа захватили несколько республиканских городков, укрепив свои оборонительные позиции на южном фланге у Теруэля. Этот район оставался довольно спокойным до конца войны.